# Viliami Tungi Mailefihi
Viliami Tupoulahi Tungi Mailefihi, ou William Tungi, né en 1887 et mort en juillet 1941, est un homme d'État tongien. Prince héritier dans sa jeunesse, il est par la suite prince consort de la reine Salote Tupou III, et Premier ministre de celle-ci de 1923 à 1941.

## Biographie

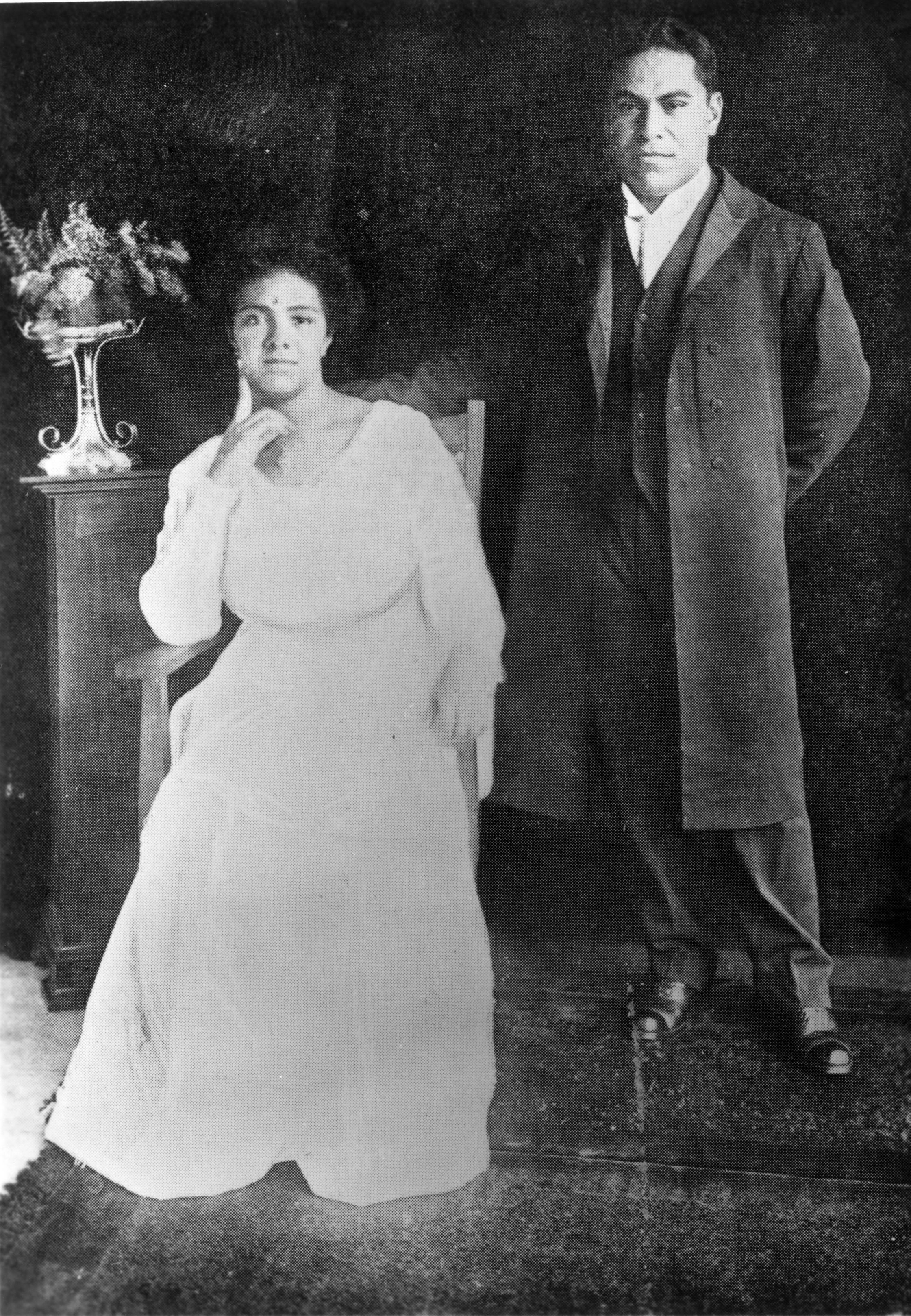
Viliami Tungi et son épouse la future reine Salote, vers 1917.

Neveu du roi George Tupou II et fils de Siaosi Tukuʻaho (Premier ministre de 1890 à 1893), il est issu de la dynastie Tuʻi Haʻatakalaua, qui dominait les Tonga du XVe au XVIe siècle,. Il est scolarisé en Australie, dans une école méthodiste à Sydney, et y développe « un profond intérêt pour la politique australienne ». Il est prince héritier tant que le roi n'a pas d'enfant, et représente officiellement George Tupou II lors du couronnement du roi George V du Royaume-Uni, à Londres en juin 1911. 
La naissance de la princesse Salote, sa cousine, en mars 1900 le prive du titre de prince héritier. Il l'épouse néanmoins en septembre 1917. Leur mariage associe les trois grandes dynasties historiques du royaume : Tuʻi Tonga et Tuʻi Kanokupolu du côté de la princesse, et Tuʻi Haʻatakalaua du côté du prince,. À la mort du roi le 5 avril 1918, la princesse devient la reine Salote Tupou III, dotée des pouvoirs d'une monarque quasi-absolue. En 1923, elle nomme son époux au poste de Premier ministre, poste qu'il conserve jusqu'à sa mort. S'il entre en conflit en 1940 avec l'Assemblée législative, qui réclame en vain la démission de son gouvernement, il conserve la confiance de la reine. En 1939, l'Empire britannique, dont est membre le royaume, entre dans la Seconde Guerre mondiale, à laquelle participent les Tonga. Si le pays n'est pas directement touché par la guerre du Pacifique, il accueille néanmoins un important contingent militaire américain en 1942.
Le couple royal a trois enfants, tous des fils : Taufaʻahau, futur roi (né en 1918) ; Tukuʻaho (né en 1919 et mort en 1936) ; et Sione Nga, futur premier ministre (né en 1922).

## Titulature
Prince Viliami Tungi Mailefihi CBE,.